# Mladika (zbornik)
Mladika je zbornik, ki so ga leta 1868 začeli izdajati Josip Jurčič, Fran Levstik in Josip Stritar.